# كأس النرويج 1904
كأس النرويج 1904 (بالنرويجية: Norgesmesterskapet i fotball for menn 1904)‏ هو الموسم 3 من كأس النرويج. أقيم خلال الفترة 3 سبتمبر 1904 وحتى 4 سبتمبر 1904، وأشرف على تنظيمه اتحاد النرويج لكرة القدم، وكان عدد الأندية المشاركة فيه 5، وفاز فيه نادي أود.